# Ото III фон Хахберг
Ото III фон Хахберг (на немски: Otto III von Hachberg, * 6 март 1388, замък Рьотелн, † 14 ноември 1451, Констанц) е от 1411 до 1434 г. епископ на Констанц. През това време той е домакин на Констанцкия събор (1414 – 1418).

## Биография
Той е най-възрастният син на маркграф Рудолф III фон Хахберг-Заузенберг (1343 – 1428) и втората му съпруга Анна фон Фрайбург-Нойенбург (1374 – 1427).
На 15 години Ото става през 1403 г. каноник на Базел. На 2 февруари 1411 г. поема управлението на княжеската епископия Констанц. През 1415 г. на Констанцкия събор участва в изгарянето на чешкия реформатор Ян Хус.
На 6 септември 1434 г. Ото е свален като епископ на Констанц и става титулуван епископ на Цезареа. Той започва да разширява своята библиотека. Ото притежава пълната сбирка на „Corpus Iuris Canonici“. Той съчинява трактати.
След неговата смърт (1451) библиотеката му (с 58 тома) е наследена от брат му Вилхелм, която той продава през 1451 г. на абата на манастир Райхенау, Фридрих фон Вартенберг.